# L'epopea di Gilgameš
L'epopea di Gilgameš nella sua versione detta "classica" o "ninivita" (Epopea classica babilonese), è la versione scritta in lingua babilonese dell'Epopea di Gilgameš datata al VII secolo a.C., che ebbe una grandissima diffusione in Mesopotamia e nelle regioni limitrofe. L'epopea di Gilgameš raccoglie tutti quegli scritti che hanno come oggetto le imprese del mitico re di Uruk, unificando in un solo testo gli episodi presenti in poemi sumerici antecedenti con altri episodi di diversa provenienza. Il testo è da considerarsi il più importante dei testi mitologici babilonesi e assiri pervenuti fino a noi.
La versione ninivita dell'opera proviene dall'edizione principale allestita per la biblioteca del re Assurbanipal e conservata nel British Museum di Londra.  Tutti i popoli che sono venuti a contatto con il mondo sumerico hanno avvertito la grandezza dell'ispirazione, tanto è vero che tavolette cuneiformi con il testo di Gilgameš sono state trovate in Anatolia, scritte in lingua ittita e lingua hurrita, e in Siria. I testi più antichi che trattano le avventure dell'eroe appartengono alla letteratura sumerica e scene dell'epopea si ritrovano, oltre che su vari bassorilievi, su sigilli cilindrici del III millennio a.C.

## Fonti storiche
Le fonti dell'epopea sono varie e coprono un lasso di tempo di circa duemila anni. I poemi originali in lingua sumera e la successiva versione in lingua accadica sono le principali fonti delle traduzioni moderne; la più antica versione sumera viene utilizzata soprattutto per riempire le lacune della versione accadica. Nonostante recenti integrazioni, l'epica rimane ancora incompleta.
Il nucleo più antico dei poemi sumeri viene modernamente considerato come una raccolta di storie separate, piuttosto che una singola epica unitaria. L'origine risale alla terza dinastia di Ur (2150-2000 a.C.), mentre le più antiche versioni accadiche vengono datate all'inizio del secondo millennio a.C., probabilmente tra il XVIII e il XVII secolo a.C. quando alcuni autori utilizzarono il materiale letterario esistente per dare forma ad un'epica unificata. La versione standard accadica, che consiste di dodici tavolette di argilla, fu redatta da Sîn-lēqi-unninni, tra il 1300 e il 1000 a.C. e fu trovata nella biblioteca di Assurbanipal a Ninive.
L'Epopea di Gilgameš fu scoperta nel 1853 dall'archeologo assiro Hormuzd Rassam. Nel 1870 fu pubblicata una traduzione in inglese da parte dell'assiriologo George Smith, a cui fecero seguito altre traduzioni in varie lingue moderne. La più recente e completa versione critica in inglese è un libro in due volumi pubblicato nel 2004 da Andrew George e che comprende l'esegesi di ogni singola tavoletta con testo originale e traduzione a fronte. La prima versione in arabo direttamente dalle tavolette originali risale al 1960 ad opera dell'archeologo iracheno Taha Baqir.
La scoperta di alcuni artefatti datati al 2600 a.C. che fanno riferimento a Enmebaragesi re di Kish, menzionato nell'epica come padre di uno degli avversari di Gilgameš, ha rafforzato la credibilità dell'effettiva esistenza storica di Gilgameš, ma l'argomento è controverso.

## Testo della versione "classica" babilonese
Questa versione classica babilonese era raccolta in XII tavole, la cui maggior parte è composta da tre colonne, sia nella parte anteriore sia in quella posteriore. Ogni colonna si compone di 50 righe, dal che gli studiosi deducono che l'intera opera fosse composta da circa 3000 righe, di cui più di 2000 sono giunte fino a noi. La divisione dell'Epopea classica nelle XII tavole non segue una logica di "contenuto", ma semplicemente di "lunghezza": quando una tavola esauriva lo spazio per il racconto, questo veniva fatto seguire in quella successiva; accade quindi che un singolo racconto dell'Epopea possa occupare lo spazio di più tavole. La restituzione delle XII tavole si deve alla paziente opera dell'ex incisore della zecca di stato britannica George Smith svolta fino al 1876.
Nei cataloghi antichi, sumeri, assiri e babilonesi, qualsiasi opera era identificata con il suo primo rigo, o più precisamente con parte del suo primo rigo (in accadico: [šá naq-ba i-mu-ru i]; lett. "Colui che vide le profondità").

### I tavoletta
L'Epopea di Gilgameš, nella sua versione classica babilonese, narra la storia del re di Uruk, Gilgameš, che vagò a lungo per le terre e costruì le mura della città di Uruk.
Incipit della Tavola in accadico: [šá naq-ba i-mu-ru i] š-di ma-a-ti (Colui che vide le profondità, [e anche] le fondamenta della terra).
Introduzione poetica alla figura di Gilgameš.
Parte della prima riga di questa prima Tavola dà il titolo all'intero poema, com'è consuetudine nella tradizione mesopotamica: [šá naq-ba i-mu-ru i] š-di ma-a-ti; Colui che vide le profondità, [e anche] le fondamenta della terra; nei colofoni, alla prima parte del primo rigo (Colui che vide le profondità), viene aggiunta la frase "Serie di Gilgameš" (iškar (éš.gar)d GIŠ-gim-maš). Questo primo rigo è anche l'incipit poetico sulla figura di Gilgameš: colui che ha visto ogni cosa, persino le fondamenta della terra, e in "ogni cosa realizzò la completa saggezza" (rigo 4: [x x x-t] i i-du-ú ka-la-mu ḫa-a[s-su]). Gilgameš fece incidere quindi su pietra le sue gesta. Fu lui a erigere le mura di Uruk (rigo 9). Segue la descrizione della vastità di questa città. L'estensore del poema invita quindi il lettore a cercare quella cassetta di rame (cedro) in cui sono celate le tavole con la storia di "Gilgameš colui che patì tutte le sofferenze" (rigo 28: [mim-m] u-ú d GIŠ-gím-maš ittallaku (DU.DU)ku ka-lu-mar-ṣa-a-ti). Così Gilgameš, figlio della dea Ninsun e del dio-re Lugalbanda, è possente e terribile, pronto ad aiutare i suoi fratelli, pronto a creare nuovi passi tra le montagne e a scavare pozzi nei dirupi. Gilgameš attraversò l'Oceano arrivando "ai confini del mondo per cercare la vita eterna" (rigo 41:), raggiungendo, infine, Utanapištim; Gilgameš è colui che ristabilì il culto dopo il Diluvio (righe: 42-44). Gilgameš è per due terzi dio e per un terzo uomo (rigo 48).
La creazione di Enkidu e l'incontro con la prostituta sacra Šamḫat.
Gilgameš ha le armi sempre pronte e al suono del pukku (tamburo) fa accorrere i suoi guerrieri. Il padre degli dèi ascolta i lamenti delle mogli di questi e dei loro genitori, e convoca Aruru (dea madre) affinché generi una controparte di Gilgameš di modo che il re lasci i guerrieri alle loro famiglie. Aruru preso un grumo di creta lo pianta nella steppa generando così un guerriero primitivo: Enkidu. 
Enkidu vive da solo nella foresta insieme agli animali e li difende dai cacciatori di Uruk, e questi si lamentano della sua presenza con Gilgameš. Il re di Uruk invia quindi la ierodula Šamḫat a Enkidu. 
Il re di Uruk gli consegna la prostituta sacra (šamḫatu, ḫarīmtu, in sumerico kar-kid) Šamḫat suggerendogli un incontro con Enkidu. Il cacciatore e Šamḫat raggiungono i luoghi selvaggi dove vive il guerriero primitivo e incontratolo, il cacciatore invita Šamḫat a denudarsi e ad allargare le gambe. Šamḫat si offre a Enkidu per sei giorni e sette notti, ma quest'ultimo, dopo gli amplessi, non viene riconosciuto più dagli animali suoi compagni che ora fuggono da lui. Grazie alla relazione amorosa con Šamḫat, a Enkidu la forza bestiale diminuisce e di converso gli sorge l'intelligenza degli uomini. Šamḫat convince quindi Enkidu a raggiungere Uruk per conoscere il suo re, Gilgameš. Enkidu accetta l'invito della prostituta sacra convinto di poter sfidare e quindi sconfiggere il re di Uruk. Šamḫat comunica a Enkidu la forza e la bellezza del re e lo informa che Gilgameš sarà avvertito da un sogno sul suo arrivo.
I sogni di Gilgameš.
Il re di Uruk sogna e racconta il suo sogno alla madre, la dea Ninsun: qualcosa di somigliante al Cielo gli crolla addosso e nonostante gli sforzi il re non riesce a smuoverlo. Gli abitanti corrono e baciano i piedi a questa cosa simile al Cielo. Gilgameš quindi lo abbraccia e lo ama come una moglie (rigo 256: [a-ram-šu-ma kīm]a(gim)áš-šá-te eli (ugu)-šú aḫ-bu-ub) e lo porta da sua madre, la dea Ninsun che lo adotta come un figlio. Allora la madre dea spiega al re il significato del sogno: la cosa simile al Cielo è un compagno forte che lo proteggerà. Gilgameš racconta un secondo sogno alla madre dea: un'ascia bipenne cade nelle strade di Uruk e una folla accorse a guardarla. La madre dea spiega anche il secondo sogno al re suo figlio: l'ascia bipenne rappresenta un compagno forte come la montagna che lo salverà. Gilgameš prega allora la madre perché faccia giungere a lui questo compagno. Šamḫat racconta i sogni del re a Enkidu mentre fanno l'amore.

### II tavoletta
Incipit della Tavola in accadico: [den-ki-dù] a šá[ib] ma-ḫar-šá [...]-⌈qu⌉ (Enkidu era sdraiato vicino a lei).
Il viaggio di Enkidu verso Uruk.
Facendo l'amore con Šamḫat, Enkidu dimentica il luogo dove era nato: per sette notti fecero l'amore. Quindi la prostituta sacra invita Enkidu a raggiungere Uruk con lei dove potrà conoscere Gilgameš il re simile a un toro e potente più di qualsiasi uomo. Enkidu acconsente e Šamḫat avvolge con una sua veste le sue nudità, ricoprendo sé stessa con una seconda veste. Insieme raggiungono una capanna di pastori, che li accolgono offrendo loro pane (in accadico: a-ka-lu; sumerico: aš) e bevande (birra, in accadico: ši-ka-ru; sumerico: kaš). Ma Enkidu non mangia il pane e non beve la birra, egli non ne è capace e si risolve a farlo solo dopo l'invito di Šamḫat che gli indica il pane come adatto alla divinità e la birra come adatta alla regalità. A questo punto il testo ha delle lacune, ma sappiamo dalla versione paleobabilonese (I, 134-176) che durante il tragitto Enkidu e Šamḫat incontrano un cittadino di Uruk che rivela a Enkidu le leggi del regno di Gilgameš, nella quale vige lo ius primae noctis, riservandosi il re la prima notte di amore con una sposa. Questo fa infuriare Enkidu.
Il combattimento tra Enkidu e Gilgameš.
Giunto a Uruk, Enkidu impedisce a Gilgameš di entrare nella casa di una sposa. L'incontro tra il "guerriero primitivo" e Gilgameš si risolve in un combattimento tra i due, dove Enkidu ha la meglio, ma riconosce nel re di Uruk la divina capacità di comando.
La dea madre di Gilgameš, Ninsun, rincuora il figlio sconfitto, spiegandogli che è stato battuto da un essere senza padre né madre, che viveva nelle steppe e che nessuno poteva domare. Nasce la forte amicizia tra Enkidu e Gilgameš. Quest'ultimo gli propone di recarsi con lui nella Foresta dei Cedri per uccidere il mostruoso guardiano Ḫubaba (Ḫumbaba).

### III tavoletta
Incipit della Tavola in accadico: [a]-⌈na⌉ [ka-a-ri šá] ⌈urukki⌉ [ṭi-ḫa-a ina šul-mi] (Gli anziani della città lo benedissero al momento della partenza) da Uruk.
La benedizione degli anziani prima di partire per la Foresta dei Cedri.
Gli anziani benedicono Gilgameš e gli consigliano di non confidare solo sulla propria forza, ma solo del suo primo intuito. Gli consigliano anche di mandare avanti Enkidu, combattente avvezzo alla lotta e alle guerre e pronto a difenderlo. Enkidu e Gilgameš si recano quindi dalla dea madre Ninsun, e Gilgameš gli comunica l'intenzione di affrontare il guardiano Ḫubaba. La dea si purifica e quindi invoca il dio Sole, Šamaš
Dopodiché la dea Ninsun convoca Enkidu e gli affida il proprio figlio Gilgameš. Gilgameš si vuole recare nella Foresta dei Cedri per uccidere il guardiano Ḫubaba e quindi conquistare una fama imperitura.  Gli anziani di Uruk accettano finalmente la spedizione del re, benedicendolo. Segue una lacuna di circa 50 righe e la III tavola termina.

### IV tavoletta
Incipit della Tavola in accadico: [a-na 20] bēr (danna) ik-su-pu-ku-sa-a-pu ([Dopo venti] leghe di marcia essi spezzarono il pane).
Verso la Foresta dei Cedri.
In marcia verso la Foresta dei Cedri, la colonna guidata dal re di Uruk Gilgameš, con il suo fido compagno Enkidu (armati di un'ascia bipenne del peso di un talento (35 kg) e di spade dello stesso peso), si ferma dopo venti leghe per mangiare, dopo trenta per accamparsi per la notte, e così via per tre giorni in cui percorsero un viaggio che in genere si compie in un mese e mezzo, raggiungendo le montagne del Libano. A questo punto Gilgameš sale in cima alla montagna e offre delle libagioni (di maṣḫatu, farina) al dio Sole, Šamaš, pregandolo di inviargli un sogno premonitore.
I cinque sogni premonitori di Gilgameš.
Enkidu prepara il giaciglio per il re (all'interno di un tempio di Zaqīqu, ovvero dispone di un luogo per l'incubazione del sogno premonitore) e lo fa sdraiare all'interno di un cerchio. Nel mezzo della notte quest'ultimo si sveglia raccontando all'amico di aver sognato una montagna che li avrebbe schiacciati. Enkidu spiega il significato del sogno al re: la montagna che gli crolla addosso rappresenta il guardiano Ḫubaba che verrà presto da loro ucciso. La vicenda si ripete: altri giorni di marcia, offerte al dio e richiesta di un sogno premonitore; il secondo sogno è in questa Tavola assente (lacuna di 17 righe nella versione classica rinvenuta a Ninive), ma è presente nella versione tardo ittita (D 2,2) dove si racconta che una montagna atterra Gilgameš afferrandolo per i piedi, divampa una luce abbagliante, un uomo maestoso trae da sotto la montagna Gilgameš offrendogli dell'acqua e calmandolo, l'interpretazione riguarda sempre la sconfitta di Ḫubaba (la montagna) con l'aiuto di Enkidu (l'amico). Ancora giorni di marcia e richiesta del sogno premonitore; il terzo sogno di Gilgameš consiste in una tempesta che fa divampare incendi e piovere la morte, ancora Enkidu interpreta favorevolmente il sogno. Ancora giorni di marcia e richiesta di un sogno premonitore che si manifesta con una visione di un essere (anche qui lacune nella tavola) che Enkidu interpreta come Ḫubaba che presto uccideranno. La vicenda si ripete per la quinta e ultima volta, ma il racconto è assente per una lacuna di 22 righe ma lo si ricostruisce con la versione paleobabilonese (4): Gilgameš viene afferrato per la vita da un toro furioso il cui scalpitare oscura il cielo, un altro essere gli offre dell'acqua; l'interpretazione è che il toro sia il dio Sole che protegge il re, mentre l'altro essere è il dio personale del re. A questo punto Gilgameš si rivolge al dio Sole, Šamaš, chiedendo l'aiuto e il soccorso promessi. Šamaš gli risponde spronandolo ad attaccare subito Ḫubaba in quanto ora è fuori dalla Foresta dei Cedri e indossa solo uno dei sette vestiti (terrori). Ecco che Gilgameš prosegue per raggiungere il mostro, ma lo teme ed Enkidu lo rincuora ricordandogli i suoi obiettivi e la sua stessa natura di re guerriero.

### V tavoletta
Incipit della Tavola in accadico: iz-⌈zi⌉-zu-ma i-⌈nap⌉-pa!at-⌈tu⌉giš⌈qišta(tir)⌉ (Essi stavano ai margini della foresta).
L'arrivo nella foresta, il taglio dei cedri, il combattimento con il divino guardiano Ḫubaba e la sua uccisione.
Gilgameš ed Enkidu sono ora ai margini della Foresta dei Cedri, turbati dall'assistere Ḫubaba che vi entra e vi esce procurando terremoti al suo passaggio. I cedri si alzano maestosi e la montagna ospita il santuario di Irnini. Gli eroi avviano l'abbattimento dei cedri provocando l'intervento del guardiano Ḫubaba. A questo punto la Tavola V della versione di Ninive presenta solo poche righe frammentarie risultando poi lacunosa fino alla fine. Nella versione di Uruk, a questo punto del racconto, Gilgameš ha paura ad affrontare Ḫubaba, ma viene rincuorato da Enkidu. Si arriva allo scontro, quando interviene il dio Sole, Šamaš, che aiuta i due guerrieri scagliando contro Ḫubaba la tempesta, l'uragano e il demone Asakku, impedendogli in questo modo sia di avanzare che di indietreggiare. Paralizzato dall'intervento del dio Sole, Ḫubaba diviene facile preda di Gilgameš. Prima di morire Ḫubaba invoca clemenza promettendo doni al re di Uruk, implorando anche la pietà di Enkidu il quale, invece, sprona il re a uccidere presto il guardiano della Foresta dei Cedri, guadagnando così la fama imperitura. Il successivo racconto dell'uccisione di Ḫubaba è andato perduto anche nella versione di Uruk, ma è conservato nella "Tavola di Išcali" della versione paleobabilonese, qui i due eroi si scagliano contro il guardiano della foresta, Gilgameš è armato di ascia e di spada e lo colpisce alla nuca, mentre Enkidu lo trafigge al cuore. Al terzo colpo Ḫubaba cade morto, procurando un assordante rumore che si ode anche a grande distanza. Dopodiché i due eroi continuano il taglio dei cedri.

### VI tavoletta
Incipit della Tavola in accadico: imi-si ma-le-šu ub-bi-ib til-le-šu (Egli lavò la sua sporcizia e purificò le sue armi).
Con questa Tavola si avvia il racconto che possiede delle corrispondenze con il testo sumerico Gilgameš e il Toro celeste (versione di Me-Turan, in sumerico: šul me3!-kam šul me3!-kam in-du-ni ga-an-dug4; Dell'eroe in battaglia, dell'eroe in battaglia, io voglio intonare il canto).
Gilgameš si rifiuta di sposare la dea Ištar.
Gilgameš si lava e purifica le sue armi, indossando gli abiti regali e la corona (tiara, accadico: agû, sumerico: aga). Ištar (la potente dea di Uruk, signora dell'amore, della fertilità e della guerra, che in sumerico viene indicata con il nome di Inanna) nota la bellezza del re e lo invita a essere il suo sposo, promettendogli doni e poteri. Ma Gilgameš si rifiuta adducendo come motivazione il timore di finire come i precedenti amanti della dea che elenca: Dumuzi, l'uccello Alallu, il leone dalla forza perfetta, il cavallo che si impone nella battaglia, il pastore, Išullanu (il giardiniere del padre della dea, Anu, il dio della volta celeste, lo An sumerico), tutti immancabilmente finiti miseramente. Ištar, rifiutata dal re, si infuria e si reca in cielo dal padre, il dio Anu, chiedendogli il Toro celeste (alû, in sumerico: gu4.an.na) da inviare contro Gilgameš. Il dio Anu dapprima rifiuta ma dopo la minaccia di Ištar di aprire le porte degli inferi facendo uscire i morti, l'avverte che il Toro celeste provocherà sette anni di carestia. Allora la dea organizza il raccolto che possa far fronte alle esigenze degli uomini e delle bestie, convincendo il padre a concedergli il Toro. 
Uccisione del Toro celeste
Il Toro celeste si abbatte sulla terra uccidendo alcuni giovani di Uruk, ma Enkidu lo affronta trattenendolo, finché Gilgameš non lo abbatte con la sua spada. Enkidu e Gilgameš estraggono il cuore del Toro celeste e lo offrono al dio Sole, Šamaš. A questo punto Ištar sale sulle mura di Uruk e maledice Gilgameš. Enkidu si decide quindi a strappare una spalla al Toro rimasto esanime, lanciandola all'indirizzo della dea, proferendogli contro veementi minacce. Allora la dea raccoglie intorno a sé le ierodule e le prostitute (harīmtu, in sumerico kar-kid) intonando un lamento all'indirizzo del divino Toro. Gilgameš riunisce gli artigiani della città che ammirano le corna del Toro composte da lapislazzuli (uqnû, sumerico: za-gin), possedendo una capienza di sei kùr di olio. Il re dona le corna del Toro al dio Lugalbanda, lavandosi poi le mani nel fiume Eufrate. Rientrato nel palazzo reale, Gilgameš dà una festa e successivamente va a dormire; anche Enkidu si addormenta ma ha un sogno e al risveglio domanda al re per quale ragione i grandi dèi si erano riuniti in consiglio.

### VII tavoletta
Incipit della Tavola in accadico: den-ki-dù p[a-a-šú īpuš-ma iqabbi] (Enkidu [aprì la bocca e parlò]).
Le prime 25 righe di questa Tavola sono andate perdute, ma sono ricostruibili a partire dalla III Tavola della versione ittita: i grandi dèi si riuniscono a consulto per valutare la condotta sacrilega di Gilgameš e di Enkidu che hanno ucciso due esseri divini, il guardiano Ḫubaba e il Toro celeste, decidendosi per la morte di Enkidu.
Il vaneggiamento di Enkidu alla porta del tempio del dio Sole.
Enkidu si risveglia e vaneggiando si rivolge alla porta accusandola di essere stolta nonostante lui l'abbia costruita da uno splendido cedro e posta come porta nel tempio del dio Sole, Šamaš. Accusandola che presto verrà attraversata dal re che si dimenticherà di lui, Enkidu distrugge la porta. Gilgameš osserva la scena e piangendo chiede all'amico perché stia vaneggiando, preoccupato per il sogno che ha fatto, giurando di provvedere a implorare il dio Enlil, re degli dèi, e di costruire una statua d'oro a ricordo di Enkidu.
Le maledizioni di Enkidu e il suo ripensamento.
Enkidu si rivolge al dio Sole, Šamaš, maledicendo il cacciatore che si era recato da Gilgameš per denunciarne l'esistenza (vedi tav. I) e maledice anche la prostituta sacra Šamḫat che lo aveva strappato dalla sua natura libera e selvaggia. Ma il dio Šamaš gli risponde redarguendolo e ricordandogli come Šamḫat, la prostituta sacra a lui dedicata, lo abbia strappato da una vita selvaggia consegnandolo alla civiltà e al ricordo imperituro degli uomini. Il dio Šamaš lo avverte anche che Gilgameš dopo la sua morte trascurerà sé stesso vagando per la steppa vestito solo di una pelle di leone. Allora Enkidu si placa e ritirando tutte le terribili maledizioni indirizzate contro Šamḫat, la benedice.
La morte di Enkidu.
Enkidu giace ammalato e racconta a Gilgameš un sogno: un essere portentoso simile all'aquila Anzu lo percuote, nel sogno Gilgameš ha paura e non corre in aiuto dell'amico; l'Anzu trasforma Enkidu in una colomba e lo conduce negli Inferi da dove non si può più uscire, dove gli essere sono vestiti come uccelli e non vedono la luce mangiando polvere e argilla, dove tutte le corone dei re della terra che sono trapassati sono ammucchiate, dove abita Etana, dove regna la regina Ereškigal. Il resto del testo è parzialmente lacunoso Ereškigal domanda chi ha preso Enkidu, Enkidu invoca Gilgameš a non dimenticarlo e poi procede con l'agonia di Enkidu fino a che quest'ultimo invoca, gridando, nome dell'amico.

### VIII tavoletta
Incipit della Tavola in accadico: mim-mu-⌈ú⌉ [še-e-ri i-na-na-ma-ri] (Quando sorse l'alba).
Lamentazione funebre di Gilgameš per la morte dell'amico Enkidu e il funerale dell'eroe.
La Tavola VIII dell'Epopea narra ciò che accade dopo la morte di Enkidu: le lamentazioni di Gilgameš (prime 55 righe) la disperazione per la morte dell'amico (fino al rigo 89) dove Gilgameš si spoglia dei suoi ornamenti e ordina agli artigiani di fabbricare una statua preziosa che rappresenti Enkidu, infine la cerimonia funebre (fino all'ultimo rigo, ma con varie lacune, il n.230).

### IX tavoletta
Incipit della Tavola in accadico: dGIŠ-gím-maš a-na den-ki-dù ib-ri-šu (Gilgameš per l'amico Enkidu).
Gilgameš disperato per la perdita dell'amico Enkidu, cerca l'eternità.
Gilgameš disperato per la scomparsa di Enkidu e angosciato dalla paura della morte vaga per la steppa, decidendo di raggiungere l'unico uomo a cui gli dèi hanno donato l'immortalità: Utanapištim (accadico; il sumerico Zi-u4-sud-ra).
Il monte Māšu, l'incontro con gli uomini-scorpione e l'arrivo nel giardino del dio Sole.
Gilgameš raggiunge quindi il monte Māšu (monte "gemello", māšu, in quanto, probabilmente, è caratterizzato da due vette una rivolta a ovest e l'altra a est) sopra di cui si colloca la volta celeste (šamû) e sotto il quale scendono gli Inferi (arallú) e al cui ingresso e alla cui uscita si pongono a guardia i temibili uomini-scorpione (girtablilu), guardiani del sorgere e del tramontare del Sole (Šamaš). Gli uomini-scorpione riconoscono in Gilgameš un essere per due terzi divino e per un terzo umano e lo avvertono che nessun uomo è mai riuscito ad attraversare questa montagna il cui percorso è per dodici doppie lunghe ore completamente buio, consigliandolo di seguire la via di Šamaš (il Sole). Dopo una lacuna di 38 righe il testo riprende con gli uomini-scorpione che aprono l'ingresso del monte Māšu a Gilgameš lasciandolo entrare. Gilgameš segue il loro consiglio seguendo nel profondo buio la via del Sole e giungendo infine nel giardino luminoso del dio Sole ricco di alberi di pietre preziose, incontrando Siduri, la taverniera divina che vive lungo le rive del mare.

### X tavoletta
Incipit della Tavola in accadico: dší-du-ri sa-bi-tum šá ina sa-pan tam-ti áš-bat; (La divina Siduri, la taverniera che vive sulla riva del mare).
Gilgameš e la divina taverniera Siduri.
La divina Siduri è ricca e Gilgameš vestito solo di una pelle le gira attorno. Gilgameš, che sì ha carne divina ma il cuore pieno d'angoscia. Siduri lo scorge da lontano e si rifugia in casa sbarrando la porta, sospettando che Gilgameš altri non sia che un assassino. Gilgameš si avvicina alla casa della taverniera e le comunica che è il re che ha ucciso Ḫubaba, il guardiano della Foresta dei cedri, e il Toro celeste. Siduri lo interroga su quale sia la ragione per cui è ridotto in condizioni così misere, allora Gilgameš le risponde che non potrebbe essere altrimenti visto che ha perso l'amico Enkidu e che ora è angosciato dal pensiero della morte. Gilgameš chiede alla taverniera quale sia la strada per raggiungere l'unico uomo immortale, Utanapištim, ma Siduri gli risponde che nessuno ha mai attraversato il mare al di fuori del dio Šamaš comunicandogli che comunque il traghettatore di Utanapištim, Uršanabi, è ora nella vicina foresta attento a tagliare alberi.
L'incontro con il battelliere Uršanabi e l'attraversamento delle Acque della Morte (Mē Mūti).
Gilgameš raggiunge la foresta armato e si scontra con Uršanabi che lo colpisce ma anche gli domanda quale sia la ragione del suo stato pietoso e di rimando Gilgameš gli dà la stessa risposta offerta alla divina taverniera: «L'amico mio che io amo, è diventato argilla/e io non sono come lui? Non dovrò giac[ere pure io e non alzarmi mai più?» (Tav. X vv. 145-6). Uršanabi spiega al re di Uruk che da solo non può raggiungere l'altra sponda e che per prima cosa deve costruire dei pali forniti di pomelli e portarglieli. Gilgameš predisponde quanto richiestogli dal battelliere, e i due si imbarcano per il pericoloso viaggio, raggiungendo le Acque della Morte (mē mūti). Uršanabi avverte Gilgameš che non deve prendere contatto con le acque mortifere e in tre giorni compirono un viaggio che normalmente si percorre in un mese e mezzo. Dall'altra riva Utanapištim osserva il re di Uruk e si rende conto che non è una persona da lui conosciuta.
L'incontro con Utanapištim.
Gilgameš raggiunge Utanapištim il quale gli chiede conto delle sue condizioni pietose, anche a lui il re di Uruk spiega che la morte dell'amico Enkidu e la scoperta della morte lo hanno angosciato, la taverniera non lo ha aiutato e ora sta lì di fronte Utanapištim che agognava di incontrare. Utanapištim gli replica che non ha senso che un essere divino destinato ad essere re viva come un mendicante e che la sua agitazione gli ha fatto solo «avvicinare il giorno lontano della verità» (rigo 300, lett. "hai avvicinato a te i tuoi giorni lontani": ru-qu-tu tu-qar-r [a-ab] ūmī(u4) meš-ka). Utanapištim spiega quindi al re di Uruk che la morte è ineluttabile.

### XI tavoletta
Incipit della Tavola in accadico: dGIŠ-gím-maš a-na šá-šu-ma izakkara(mu)ra a-namUD-napišti(zi) ru-ú-qi (Gilgameš gli parlò, parlò al lontano Utanapištim).
Utanapištim racconta il Diluvio.
Gilgameš dice a Utanapištim che non nota alcuna differenza con lui, le loro membra sono uguali, quindi gli domanda come abbia ottenuto l'immortalità dagli dèi. Utanapištim gli risponde raccontandogli un segreto: nell'antica città di Šuruppak, che si colloca sulle rive dell'Eufrate, abitavano gli dèi che un giorno decisero di inviare il Diluvio sulla terra, giurando su questo tra loro. Ma il dio Ea (l'Enki sumerico) decise di rivelare il piano alla parete di una capanna, avvertendo così il figlio di Ubartutu, Utanapištim, di abbattere la sua casa costruendo una nave, abbandonando quindi tutti i suoi possedimenti per aver salva la vita. Ea gli intimò anche di far salire sulla nave tutte le specie di esseri viventi. Utanapištim obbedì a Ea, ma gli chiese cosa avrebbe dovuto rispondere alle domande dei suoi concittadini. Ea gli consigliò di raccontare che il re degli dèi, Enlil, era adirato con lui e quindi aveva deciso di sfuggirgli scendendo nell'Apsū (sumerico: Abzu; le acque sotterranee, lì dove vive il dio Ea/Enki) per vivere con Ea; di converso, Enlil, avrebbe recato abbondanza e ricchezze agli altri cittadini di Šuruppak. Utanapištim approntò quindi la nave, divisa in sei comparti e alta sette livelli per centoventi cubiti complessivi, alloggiando la sua famiglia, le varie specie di esseri viventi, le provviste e i tesori che possedeva. Il dio Sole Šamaš avvertì Utanapištim dell'arrivo del Diluvio facendo piovere focacce e grano su Šuruppak: fu il segnale perché Utanapištim si rifugiasse dentro la nave sbarrandone la porta. Il giorno si fece tenebra e una terribile tempesta sconvolse la città e tutta la terra. Anche alcuni dèi ebbero timore del diluvio: Ištar, Beletili e altri Annunaki si lamentarono di ciò che avevano procurato. Per sette giorni e sette notti il terribile Diluvio si abbatté sulla terra.
Utanapištim racconta ciò che accadde dopo il Diluvio.
All'alba del settimo giorno il Diluvio cessò. Utanapištim guardò fuori dalla nave dove regnava il silenzio: l'intera umanità era tornata ad essere argilla (accadico: ù kul-lat te-ne-šé-e-ti i-tu-ra a-na ṭi-iṭ-ti). Utanapištim pianse con fiumi di lacrime, guardando fuori la nave scorse un'isola e quindi l'imbarcazione si incagliò sulla vetta del monte Nimuš. All'alba del settimo giorno Utanapištim liberò una colomba che tornò indietro perché non trovò un luogo dove fermarsi. Quindi liberò una rondine ma anch'essa tornò. Infine un corvo che invece avendo trovato cosa mangiare e dove posarsi, non tornò. Utanapištim si risolse quindi ad abbandonare la nave, predisponendo un sacrificio di libagioni in sette vasi con canna, cedro e mirto. Allora tutti gli dèi si raccolsero intorno all'offerta di profumi per nutrirsi della loro fragranza, ma Utanapištim intimò al re degli dèi, Enlil, di non accostarvisi, in quanto fu colui che aveva deciso di scatenare il Diluvio distruggendo l'umanità. Enlil giunse nei pressi della nave di Utanapištim e scoperto che alcuni uomini erano scampati al Diluvio, si infuriò, domandandosi quale dio li aveva potuti avvertire, ponendoli in salvo. Ninurta gli rispose che con ogni probabilità a compiere ciò era stato Ea.
Utanapištim racconta il diverbio tra gli dèi.
Ea allora intervenne accusando di sconsideratezza Enlil, che avrebbe dovuto punire gli uomini che compivano i delitti piuttosto che ucciderli. Sarebbe stato infatti preferibile diminuirne il numero, ma non sterminarli tutti. Poi Ea precisò che non aveva avvertito nessuno, ma solo inviato un sogno ad Atra-ḫasis (rigo 197 nel testo in accadico edito da Oxford, rigo 187 nella traduzione di Pettinato, Atra-ḫasis, anche Atram-ḫasis, "il saggio per eccellenza", è un epiteto di Utanapištim) che quest'ultimo aveva correttamente interpretato. Ea concluse invitando Enlil a fare le sue scelte. Il re degli dèi salì sulla nave e, prendendo per mano Utanapištim e facendo inginocchiare sua moglie, li benedisse rendendoli simili agli dèi (quindi immortali) intimandogli però di vivere lontano, nei pressi della foce dei fiumi.
La prova del sonno per Gilgameš.
Terminato il racconto, e spiegato a Gilgameš il motivo della sua immortalità, Utanapištim domanda al re di Uruk come possa riuscire a far nuovamente riunire gli dèì affinché questi si decidano a renderlo immortale, invitandolo infine a non dormire per sei notti consecutive (evidente prova per il superamento della morte intesa come "sonno eterno"). Gilgameš si siede, ma appena seduto si addormenta. La moglie di Utanapištim invita il marito a svegliare subito il re di Uruk, ma questi gli risponde che l'umanità è ingannevole e quindi intima alla moglie di cuocere un pane ponendolo poi vicino alla testa del re di Uruk, segnando su un muro i giorni che passano. Giorno dopo giorno i pani si accumulano vicino al capo di Gilgameš risultando secco quello del primo giorno e, via via, fino al più fresco, quello dell'ultimo giorno: sono passate sei notti e Gilgameš ha sempre dormito, la sua prova è fallita. Utanapištim tocca Gilgameš e lo sveglia comunicandogli il suo fallimento.
La triste partenza di Gilgameš e la perdita della pianta della giovinezza.
Gilgameš è disperato e invita il battelliere Uršanabi a ripulirlo dalla propria sporcizia e dalle pelli logore, donandogli nuovamente un aspetto regale. Gilgameš si predispone quindi a tornare a Uruk da re. Ma la moglie di Utanapištim invita il marito a fare un dono di commiato a Gilgameš, questi si risolve a comunicargli, per dono, un secondo segreto: esiste una pianta pungente come un rovo, se Gilgameš la raggiunge e la raccoglie... (qui, al rigo 286, il testo è lacunoso ma dal prosieguo si capisce che mangiando questa pianta Gilgameš può riacquistare la giovinezza). Ascoltato ciò, Gilgameš scava un canale e si immerge nelle sottostanti acque dell'Apsū, raccogliendo la pianta miracolosa. Gilgameš si decide tuttavia a non mangiarla subito ma a dividerla con i vecchi di Uruk per provarne gli effetti. Intrapreso il viaggio di ritorno, il re di Uruk si ferma per lavarsi in una pozza d'acqua, nel mentre si purifica, un serpente si avvicina e, annusata la pianta della giovinezza, la mangia, perdendo così la sua vecchia pelle. Gilgameš è nuovamente disperato e piange amaramente la perdita della pianta.
Il rientro a Uruk.
Rientrato a Uruk, Gilgameš invita il traghettatore Uršanabi a visitare e a mirare la città con le sue mura.

### XII tavoletta
Incipit della Tavola in accadico: u4-ma pu-uk-ku ina bīt(é) lúnaggāri(nagar) lu-ú e-z[ib] (Oggi, avessi lasciato il pukku nella casa del falegname).
Questa Tavola è la traduzione in accadico del racconto sumerico Gilgameš, Enkidu e gli Inferi (versione di Nibru/Nippur in sumerico: ud re-a ud su3-ra2 re-a; lett. In quei giorni, in quei giorni lontani) con modeste varianti, di fatto essa rappresenta un'aggiunta alla serie delle XI tavole precedenti che contengono un racconto di per sé compiuto.
Gilgameš è disperato per la scomparsa del pukku e del mekku; Enkidu si offre di andare a recuperarli nell'Oltretomba.
Gilgameš ha perso i due strumenti che sono caduti negli Inferi e si dispera per questo. Enkidu, fedele amico del re di Uruk si offre ad andare nell'Oltretomba per recuperarli. Gilgameš avverte Enkidu che recandosi là deve evitare: indossare un vestito pulito (puro, altrimenti i morti riconosceranno che non è uno di loro); spalmarsi un unguento profumato (altrimenti i morti attirati dal profumo lo assalteranno); lanciare un boomerang (altrimenti coloro che sono stati uccisi da quest'arma lo circonderanno); impugnare uno scettro (altrimenti i morti tremeranno di fronte a lui); indossare dei sandali (per evitare di fare rumore); non deve né baciare né picchiare le mogli e i figli che dovesse incontrare (altrimenti il lamento degli Inferi lo imprigionerà).
Enkidu non segue i consigli di Gilgameš e viene trattenuto negli Inferi, Gilgameš invoca gli dèi affinché lo liberino.
Malgrado tutto, Enkidu viola tutte le consegne del suo sovrano e viene quindi imprigionato negli Inferi. Gilgameš disperato per la perdita dell'amico si reca nel tempio di Enlil, l'E-ku (lett. "Casa-montagna"), ma il re degli dèi non gli presta ascolto; quindi si reca al tempio di Sîn (il dio Luna, il sumerico Nanna), anche questo dio lo ignora; infine si reca da Ea che invece lo ascolta e lo aiuta, invitando Nergal ad aprire una fessura dell'Oltretomba per far uscire lo spirito di Enkidu.
L'amaro ritorno di Enkidu.
Enkidu esce dagli Inferi grazie alla fessura procurata dal dio Nergal e incontra Gilgameš. I due cercano di abbracciarsi ma non possono farlo. Gilgameš gli chiede in cosa consistano le leggi dell'Oltretomba, Enkidu si rifiuta per non generare ulteriore disperazione nel re, ma gli dice che il proprio corpo è mangiato dai vermi come un vestito logoro e somiglia a una crepa piena di polvere. Poi Gilgameš domanda a Enkidu quali siano le condizioni dei morti, come nel testo sumerico, anche in quello accadico tali condizioni vengono descritte come non governate da un principio di retribuzione "etico": il destino degli uomini dopo la loro morte è invece piuttosto deciso dal "come" muoiano o da "quanti" figli hanno procreato prima di morire, in quest'ultimo caso più figli si ha generato e più il destino post-mortem appare felice. Con il rigo 153, che descrive le condizioni dello spirito trapassato che non ha nessuno che si occupi di lui dopo la morte ("è costretto a mangiare ciò che avanza nella ciotola, i resti del cibo gettato per strada"), si conclude la XII e ultima Tavola e quindi l'Epopea classica babilonese.

## Relazioni e influenze con la Bibbia
Nei testi biblici e nell'epica classica compaiono svariate affinità con elementi del poema; si pensa che alcuni temi fossero diventati largamente diffusi nel mondo antico e che la loro attestazione testimoni rapporti culturali fra i popoli (ad esempio si presume l'influenza sugli ebrei del periodo della prigionia di questi ultimi a Babilonia).
Le somiglianze degli elementi della trama e dei personaggi dell'Epopea con quelli della Bibbia comprendono ad esempio il Giardino dell'Eden e il racconto del Diluvio universale contenuto nella Genesi.

## Edizioni

### Traduzioni in italiano
- N.K. Sandars (a cura di), L'epopea di Gilgameš, collana Piccola Biblioteca Adelphi, traduzione di Alessandro Passi, 23ª ed., Adelphi, 26 settembre 1986, ISBN 9788845902116.
- La saga di Gilgameš, a cura di Giovanni Pettinato, Collana Oscar grandi classici, Milano, Mondadori, 2004  [Rusconi, 1992], ISBN 978-88-04-53475-4.
- L'Epopea di Gilgameš. L'eroe che non voleva morire, traduzione di Jean Bottéro, Prefazione di Claudio Saporetti, Roma, Edizioni Mediterranee, 2008,  p. 304, ISBN 978-88-272-1963-8.
- L’Epopea di Gilgamesh Traduzione a cura di Alberto Elli. Mediterraneo Antico 2018. Scaricabile gratuitamente.
- Gilgamesh (titolo originale: The Epic of Gilgamesh), a cura di Andrew George, traduzione di Svevo d'Onofrio, Biblioteca Adelphi, 2021 Adelphi Edizioni, ISBN 978-88-459-3610-4

### Traduzioni in inglese
- Gilgamesh: A Verse Narrative, transl. by Herbert Mason, Boston, Mariner Books, 2003  [Houghton Mifflin, 1970; Mentor Books paperback, 1972], ISBN 978-0-618-27564-9.
- The Epic of Gilgamesh Glossary, Appendices, Appendix (Chapter XII=Tablet XII). A line-by-line translation (Chapter I-XI), transl., with intro. by Maureen Gallery Kovacs, Stanford, California, Stanford University Press, 1985-1989, ISBN 0-8047-1711-7.
- Gilgamesh: A New Rendering in English Verse, transl. by David Ferry, New York, Farrar, Strauss and Giroux, 1993, ISBN 0-374-52383-5.
- The Epic of Gilgamesh, transl. by Danny P. Jackson, Wauconda, IL, Bolchazy-Carducci Publishers, 1997, ISBN 0-86516-352-9.
- Parpola, Simo, con Mikko Luuko e Kalle Fabritius, The Standard Babylonian, Epic of Gilgamesh, The Neo-Assyrian Text Corpus Project, 1997, ISBN 951-45-7760-4, (Volume 1) nella lingua originale Akkadica cuneiforme e sua translitterazione; i commenti e il glossario sono in Inglese.
- The Epic of Gilgamesh: A new translation, by Andrew R. George, Penguin Classics, 2000.
- The Epic of Gilgamesh, transl., edit. by Benjamin R. Foster, New York, W.W. Norton & Company, 2001, ISBN 0-393-97516-9.
- The Babylonian Gilgamesh Epic: Critical Edition and Cuneiform Texts, transl., edit. by Andrew R. George, Oxford University Press, 2003, ISBN 0-19-814922-0.
- Gilgamesh: A New English Version, transl. by Stephen Mitchell, New York, Free Press, 2004, ISBN 0-7432-6164-X.
- Gilgamesh, transl. wiht intro. by Stuart Kendall, New York, Contra Mundum Press, 2012, ISBN 978-0-9836972-0-6.